# Lütjenheide
Lütjenheide ist ein Ortsteil der Stadt Wittenberge im Landkreis Prignitz in Brandenburg.

## Geografie
Der Ort liegt gut drei Kilometer ostsüdöstlich von Wittenberge und anderthalb Kilometer östlich der Elbe. Er ist umgeben vom FFH-Gebiet Elbdeichvorland, dem Vogelschutzgebiet Unteres Elbtal, dem Naturschutzgebiet Wittenberge-Rühstädter Elbniederung, dem Biosphärenreservat Flusslandschaft Elbe und dem Landschaftsschutzgebiet Brandenburgische Elbtalaue.
Zum Ortsteil gehört der fünfhundert Meter ostnordostwärts gelegene Wohnplatz Berghöfe. Im Norden grenzt die Gemarkung an Wittenberge und Breese, im Osten an Zwischendeich, im Süden an Schadebeuster und im Westen an Garsedow mit dem zugehörigen Wohnplatz Wallhöfe.

## Geschichte
Die erste schriftliche Erwähnung des Ortes erfolgte 1454, damals in der Schreibweise Lutkeheide.
1946 gehörte der Ort zum Landkreis Westprignitz im neu gegründeten Land Brandenburg und verzeichnete 50 Einwohner. Am 25. Juli 1952 kam die damalige Gemeinde zum neu geschaffenen Kreis Perleberg, wurde am 20. Juni 1957 ein Ortsteil von Garsedow und am 20. Oktober 1971 ein Ortsteil der Stadt Wittenberge. Am 17. Mai 1990 bestand der bisherige Kreis als Landkreis Perleberg fort und ging am 6. Dezember 1993 im heutigen Landkreis Prignitz auf. 2006 verfügte der Ort über 9 Einwohner.